# 니브즈 나바로

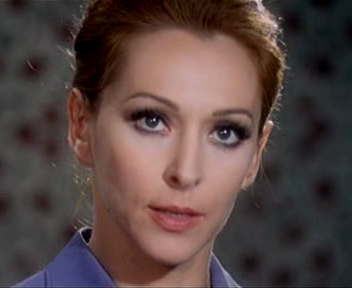

니브즈 나바로(Nieves Navarro, 1938년 11월 10일 ~ )는 스페인의 배우, 모델, 영화배우이다.
알메리아에서 태어났으며, 1960년대와 1970년대에 이탈리아 영화계에서 활동한 것으로 잘 알려져 있다.

## 영화
- 더티 러브 2 (1990년)
- 엠마뉴엘 인 이집트 (1977년)
- 죽음의 동반자 (1973년)
- 올 더 컬러스 오브 더 다크 (1972년)
- 아디오스 사바타 (1971년)
- 빅 건다운 (1966년)
- 총잡이 링고 (1965년)
- 링고의 귀환 (1965년)